# Rivière du Loup Ouest
Rivière du Loup Ouest är ett vattendrag i Kanada.   Det ligger i provinsen Québec, i den östra delen av landet, 400 km norr om huvudstaden Ottawa.
I omgivningarna runt Rivière du Loup Ouest växer i huvudsak blandskog. Trakten runt Rivière du Loup Ouest är nära nog obefolkad, med mindre än två invånare per kvadratkilometer.